# Xã Union, Quận Ripley, Missouri
Xã Union (tiếng Anh: Union Township) là một xã thuộc quận Ripley, tiểu bang Missouri, Hoa Kỳ. Năm 2010, dân số của xã này là 377 người.